# کارخانه آرد (لرستان)
کارخانه آرد یک منطقهٔ مسکونی در ایران است که در دهستان گل‌گل واقع شده‌است.